# Cornelia Fort
Cornelia Clark Fort (Nashville, 5 febbraio 1919 – Merkel (Texas), 21 marzo 1943) è stata un'aviatrice statunitense.
Divenne popolare per essere stata il primo testimone oculare dell'attacco giapponese a Pearl Harbor. L'incontro con gli aerei da combattimento nemici avvenne mentre stava pilotando un aeromobile civile per un volo di addestramento; appena atterrata fu colpita da una raffica di mitragliatrice riuscendo a sopravvivere all'attacco. L'anno successivo la Fort fu il secondo membro ad arruolarsi nell'organizzazione paramilitare delle Women Airforce Service Pilots. Morì mentre lavorava come pilota per i servizi di collegamento, risultando essere la prima donna pilota a morire sul campo nella storia degli Stati Uniti d'America.

## Biografia

### Giovinezza e carriera
Cornelia Fort nacque in una famiglia benestante di Nashville; suo padre, Rufus Elijah Fort, fu il fondatore della compagnia assicurativa "National Life and Accident Insurance Company". Si diplomò nel 1939 al Sarah Lawrence College. Dopo il college la Fort si unì alla Junior League di Nashville. Mostrò da sempre interesse nel volo e la sua passione la portò ad addestrarsi per ottenere il suo brevetto di volo alle Hawaii.

### Attacco a Pearl Harbor
Mentre da civile stava lavorando come istruttrice di volo a Pearl Harbor, Cornelia Fort fu inconsapevolmente il primo testimone dell'attacco del Giappone a Pearl Harbor, evento che segnò l'entrata degli Stati Uniti nella seconda guerra mondiale. Il 7 dicembre 1941, Fort stava volando vicino Pearl Harbor addestrando un allievo nelle fasi di decollo e di atterraggio a bordo del monoplano Interstate Cadet. Il suo e pochi altri velivoli civili erano gli unici aerei degli Stati Uniti in volo vicino al porto. La Fort vide un aereo militare volare diretto verso di lei e afferrando rapidamente i comandi, riuscì ad affiancarsi all'altro velivolo: fu allora che vide le insegne giapponesi raffiguranti la Bandiera del Sole Nascente sulle ali. Dopo poco osservò una nuvola di fumo nero sollevarsi dalla base di Pearl Harbor e dei bombardieri volare in quella direzione. Si diresse rapidamente all'atterraggio sull'aeroporto civile John Rodgers vicino all'imboccatura del porto di Pearl Harbor. L'aereo inseguitore, un Mitsubishi A6M, mitragliò il suo aereo e la pista di decollo mentre lei e il suo allievo fuggirono al riparo. Il direttore dell'aeroporto fu ucciso, e altri due aerei civili furono abbattuti.

### Servizio militare
Dal momento che sulle Hawaii il traffico aereo civile era stato sospeso sin dall'inizio del 1942, Cornelia fu costretta a sospendere l'attività di volo. Girò un filmato di successo per promuovere la vendita delle obbligazioni emesse dal governo per finanziare le attività militari (war bonds) e che le aprì la strada per ingaggi come oratrice durante convegni di propaganda. Lo stesso anno Nancy Love la reclutò nel neo–costituito  reparto di volo, il "Women's Auxiliary Ferrying Squadron", precursore del Women Airforce Service Pilots (WASP). Fu la seconda donna arruolata per il servizio. Le ausiliare pilotavano aerei militari collegando le basi di tutti gli Stati Uniti.

### Morte
In forza al 6th Ferrying Group di stanza a Long Beach (California), Cornelia Fort fu la prima caduta appartenente al WAFS quando, il 21 marzo 1943, un altro aereo, con il quale stava volando in formazione,  urtò l'ala del suo BT-13, dieci miglia più a sud di Merkel, in Texas. Al momento dell'incidente, Cornelia Fort era uno dei piloti maggiormente conosciuti delle WAFS. Sulla sua lapide è incisa la frase "Killed in the Service of Her Country", traducibile come "uccisa al servizio del suo paese."

## Influenza culturale
- Cornelia Fort è interpretata nel film Tora! Tora! Tora! dall'attrice Jeff Donnell.
- L'aerodromo privato Cornelia Fort Airpark a Est di Nashville prende il suo nome.[12]